# Острівні кельтські мови
Острівні кельтські мови — ті з кельтських мов , які починаючи з ранньоісторічного періоду були представлені на Британських островах, а також їхні прямі нащадки. Дана група протиставляється нині вимерлим континентальним кельтським мовам, колись представленим на величезному просторі континентальної Європи від Атлантики до Анатолії.
Всі нині існуючі кельтські мови відносяться до острівних і поділяються, у свою чергу, на дві підгрупи:
- гойдельські мови: ірландська, менська і шотландська гельська
- бриттські мови: бретонська, корнська і валлійська (ще одна мова чи діалект, кумбрійський, до теперішнього часу вимер).

## Гіпотеза про спільного предка острівних мов
Згідно з однією з гіпотез, як гойдельські, так і бриттські мови мали спільного предка, що виник на Британських островах, і мають більше спільних рис один з одним, ніж з будь-якою з вимерлою континентальною кельтською мовою (такими, як кельтіберська, гальська, галатська і лепонтська).
Прихильники гіпотези про первинному спорідненість острівних кельтських мов, серед яких такі видатні лінгвісти, як Петер Схрейвер , вказують на загальні інновації, в тому числі займенникова флексія при прийменниках, загальне використання деяких придієсловних часток, порядок слів VSO, а також відмінність між абсолютними і кон'юнктними дієслівними закінченнями, широко представлене в давньоірландській і в невеликій мірі в середньоваллійській (див. Morphology of the Proto-Celtic language). Також прихильники вказують, що різниця між P-кельтськими (до яких належать бриттські і мертва галльська) і Q-кельтськими мовами (до яких належать гойдельські і мертва кельтіберська) може бути поверхневим, пов'язаним з древнім мовним контактом, оскільки один і той же фонетичний зсув (/kʷ/ -> /p/) міг статися незалежно у мов-попередників галльської і бриттської гілки, або міг поширитися через мовний контакт між (прото) гальською і протобриттською.
Згідно з даною гіпотезою, еволюційне древо острівних кельтських мов виглядає так:
- Загальна кельтська острівна мова
  - Протогойдельська, предок наступних:
    - архаїчна ірландська, предок наступних:
      - древньоірландська, предок наступних:
        - середньоірландська , предок наступних:
          - ірландська
          - шотландська гельська
          - менська

  - Протобриттська
    - піктська (віднесення до кельтських мов є спірним)
    - бриттська
      - кумбрійська †
      - давньоваллійська, (Old Welsh language[en]) предок наступного:
        - середньоваллійська, предок наступної:
          - валлійська
            - південно-західна бриттська, предок наступних:
              - бретонська
              - корнська

## Критика
Дана гіпотеза часто зазнає критики. Так, відзначається той факт, що між окремими групами в рамках острівних мов існують глибші відмінності у фонетиці і лексиці, ніж між даними групами та окремими континентальними кельтськими мовами.
У таблиці нижче наведено вибірковий список когнатів, що показують перетворення протокельтського звуку */kʷ/ в звук /p/ у галльській і бриттській, але у /k/ у гойдельськіх мовах.
| Протокельтська | Галльська | Валлійська | Корнська | Бретонська | Архаїчна ірландська | Сучасна ірландська | Шотландська гельська | Менський | Переклад |
| -------------- | --------- | ---------- | -------- | ---------- | ------------------- | ------------------ | -------------------- | -------- | -------- |
| *kʷennos       | pennos    | pen        | penn     | penn       | qennos              | ceann              | ceann                | kione    | «голова» |
| *kʷetwar-      | petor     | pedwar     | peswar   | pevar      | *qetwar-            | ceathair           | ceithir              | kiare    | «чотири» |
| *kʷenkʷe       | pempe     | pump       | pymp     | pemp       | *qenqe              | cúig               | còig                 | queig    | «п'ять»  |
| *kʷeis         | pis       | pwy        | piw      | piv        | *qeis               | cé (older cia)     | cò/cia               | quoi     | «хто»    |

Значна відмінність між гойдельськими і бриттськими мовами полягає в трансформації поєднання *an, am в деназалізованний голосний з подовженням, é, перед оригінальним глухим вибуховим або фрикативним, порівн. давньоірл. éc «смерть», écath «рибальський гачок», dét «зуб», cét «сто» і валлійські angau, angad, dant і cant. Інші приклади:
- носовий зберігається перед голосним, i̯, w, m, і збіглим a:
  - давньоірл. ben «жінка» (< *benā)
  - давньоірл. gainethar «він народився/вона народилась» (< *gan-i̯e-tor)
  - давньоірл. ainb «невіглас» (< *anwiss)
- носовий переходить в en перед другим n:
  - давньоірл. benn «пік» (< *banno) (порівн. валлійськ. bann)
  - середньоірл. ro-geinn «має місце» (< *ganne) (порівн.. валлійськ. gannaf)
- носовий переходить в in, im перед дзвінким вибуховим
  - давньоірл. imb «масло» (порівн. бретон. aman(en)n, корн. amanyn)
  - давньоірл. ingen «ніготь» (порівн. др.валлійськ. eguin)
  - давньоірл. tengae «язик» (порівн. валлійськ. tafod)
  - давньоірл. ing «прямий» (порівн. середньоваллійськ. eh-ang «широкий»)

## Гіпотеза про острівні мови як мовний союз
Щоб довести, що загальні інновації пов'язані з загальним походженням, потрібно довести, що ці інновації виникли не в результаті мовного контакту після поділу. Результатом вельми поширеного білінгвізму або екзогамії, а також відсутність жорсткого соціолінгвистичного поділу може бути утворення мовного союзу. У постримській Британії гойдельські і бриттські мови, мабуть, користувалися приблизно рівним статусом; в бриттських мовами було декілька гойдельских запозичень, а в гойдельських — кілька бриттських. Існують історичні свідчення того, що в зазначений період Ірландська мова була поширена на території Уельсу та Англії, а бретонська — в Ірландії. Існують також археологічні свідчення широких контактів між Британією та Ірландією в доримський і римський періоди.
Ранко Матасович представив список змін, які торкнулися обидві гілки острівних кельтських мов, але для яких відсутні докази того, що вони зародилися ще в протокельтський період. Це, зокрема:
- Фонологічні зміни
  - Леніція глухих вибухових
  - Підвищення/вплив i
  - Пониження/вплив a
  - Апокопа
  - Синкопа
- Морфологічні зміни
  - Виникнення прийменників із займенниковими закінченнями
  - Втрата відмінкового відмінювання особових займенників
  - Виникнення зрівняльного ступеню прикметників
  - Виникнення імперфекту
  - Виникнення умовного способу
- Морфосинтаксичні та синтаксичні
  - Закріплення порядку VSO
  - Виникнення препозитивного означеного артикля
  - Виникнення частинок, що виражають підтвердження і заперечення
  - Створення перифрастичної конструкції
  - Створення маркерів доповнення
  - Використання порядкових числівників в сенсі «один із».

## Абсолютне і зв'язане дієслово
Дієслівна система острівних кельтських мов має особливість, невластиву ніяким іншим індоєвропейським мовам: дієслова мають різні відмінюванні форми залежно від того, займають вони в реченні незалежне початкове місце (при порядку слів VSO), або ж їм передує переддієсловна граматична частка. Найбільше прикладів даного явища відомі в давньоірландській, проте вони також якоюсь мірою представлено в шотландській гельській, а сліди його також помітні в середньоваллійській мовах.
Форми на початку речення називаються «абсолютними», а форми після частки — «кон'юнктними», «пов'язаними» (докладніше див у статті Dependent and independent verb forms). Парадигма відмінювання індикатива активу теперішнього часу староірландського дієслова beirid «нести» приведена нижче; кон'юнктна форма наведена в поєднанні з часткою ní «не».
|                 | Абсолютний стан  | Зв'язаний стан        |
| --------------- | ---------------- | --------------------- |
| 1-а особа одн.  | biru «несу»      | ní biur «не несу»     |
| 2-а особа одн.  | biri «несеш»     | ní bir «не несеш»     |
| 3-я особа одн.  | beirid «несе»    | ní beir «не несе»     |
| 1-а особа множ. | bermai «несемо»  | ní beram «не несемо»  |
| 2-а особа множ. | beirthe «несете» | ní beirid «не несете» |
| 3-я особа множ. | berait «несуть»  | ní berat «не несуть»  |

У шотландській гельській це розходження все ще існує для деяких дієслівних форм:
| Абсолютний стан              | Зв'язаний стан                       |
| ---------------------------- | ------------------------------------ |
| cuiridh «кладе/положить»     | cha chuir «не кладе/не положить»     |
| òlaidh «п'є/буде пити»       | chan òl «не п'є/не буде пити»        |
| ceannaichidh «купляє/купить» | cha cheannaich «не купляє/не купить» |

У середньоваллійській відмінність найкраще спостерігається в прислів'ях за формулою «X трапляється, Y не страпляється» (Evans 1964: 119):
- Pereid y rycheu, ny phara a’e goreu «Борозни залишаються, а той, хто їх провів — ні»
- Trenghit golut, ny threingk molut «Багатство гине, а слава не вмирає»
- Tyuit maban, ny thyf y gadachan «Дитина росте, а його пелюшки ні»
- Chwaryit mab noeth, ny chware mab newynawc «Голий дитина грає (веселиться), а голодний — не грає (не радіє)»

Згідно з раннішого аналізу цього розокремлення, який провів Р. Турнейзен (Thurneysen, 1946, 360 ff.), абсолютні закінчення походять від «первинних закінчень» (використовувалися у теперішньому і майбутньому часу), тоді як кон'юнктні закінчення походять від «вторинних закінчень» (використовувалися в минулих часах). Таким чином, староірландське beirid «несе» зводилося до *bʰereti (порівн. санскр. bharati «несе»), а кон'юнктне beir — до *bʰeret (порівн. санскр. a-bharat «ніс/несла»).
У наші дні, проте, більшість кельтологів (Cowgill, 1975, слідом за Pedersen, 1913, 340 ff.) дійшли іншого висновку про походження відмінності між абсолютним і кон'юнктним закінченням дієслова: енклітика, яка реконструюється як *es після приголосних і *s після голосних, опинилася на другій позиції в реченні. Якщо перше слово в реченні являло собою іншу частку, то *(e)s виявлялася після неї, таким чином, перед дієсловом, але якщо дієслово був першим словом у реченні, *(e)s ставала його клітикою. Згідно з цією теорією, староірландське абсолютне beirid походить від протокельтського *bereti-s, тоді як кон'юнктне ní beir — від *nī-s bereti.
Походження частки *(e)s залишається не зрозумілим. Каугілл (Cowgill) вважає, що вона семантично пов'язана з дієсловом-зв'язкою *esti «є», тоді як Схрейвер (Schrijver, 1994) вважає, що вона сталася від *eti «і тоді», засвідченої у галльській мові.
У континентальних кельтських мовах відмінність між абсолютними і кон'юнктними формами дієслова відсутня. З іншого боку, в континентальних мовах спостерігалися тільки два порядки слів: SVO або SOV, як і в інших індоєвропейських мовах. Це підтверджує припущення, що абсолютні та кон'юнктні форми дієслів могли бути наслідком порядку VSO, що існували в острівних кельтських мовах.

## Проблема острівного докельтського субстрату
Незалежно від середньовічної ідеї про те, що всі мови світу походять від давньоєврейської, деяку схожість характерних особливостей острівних кельтських мов з афразійськими (займенникові суфікси, порядок слів VSO) дало народження концепції Афразійського субстрату. Вперше подібну ідею висунув Джон Морріс-Джонс (John Morris-Jones) в 1900. Пізніше на підтримку цієї гіпотеза висловлювалися Юліус Покірний Генрих Вагнер, і Орин Генслер. Дану теорію розвинули Аріель Шиша-Галеві і Тео Феннеманн.
Теорія афразійськіого субстрату зазнала серйозної критики з боку таких лінгвістів, як Грехем Айзек і Кім Маккон. Айзек вважає, що двадцять подібних моментів, які виявив Генслер, є або звичайними збігами, або натяжками.
Ряд сучасних фахівців, не відкидаючи можливість зв'язку загальних для острівних кельтських мовних явищ з субстратом, воліють говорити про чисто типологічну подібність з афразійськими мовами без будь-якої спорідненості.